# 하야시정
하야시정(林町)은 도쿠시마현 아와군에 있던 촌이다. 

## 역사
- 1889년 10월 1일 - 정촌제 시행에 의해 2촌의 구역으로 하야시촌이 성립하였다.
- 1928년 11월 1일 - 정으로 승격해 하야시정이 되었다.
- 1955년 3월 31일 - 히사카쓰정, 이사와촌과 합병해 아와정이 성립, 동일 하야시정은 폐지되었다.

## 교통

### 도로
현재는 도쿠시마 자동차도가 구촌지역을 통과하고 있지만, 당시에는 미개통이었다. 

## 참고문헌
- 角川日本地名大辞典 36 徳島県